# Ady Berber
Ady Berber, auch Adi Berber, eigentlich Adolf Berber, (* 4. Februar 1913 in Wien; † 3. Jänner 1966 ebenda) war ein österreichischer Freistilringer und Schauspieler.

## Leben und Werk

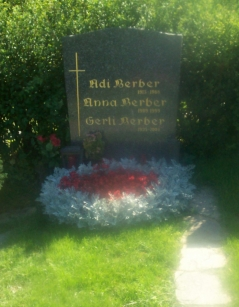
Grabstätte von Adi Berber

Der Sohn eines Restaurant- und Hotelbesitzers wandte sich dem Ringen zu und wurde 1937 in Chemnitz Freistil-Weltmeister der Berufsringer. Er gewann dreimal die Europa- und zweimal die Weltmeisterschaft im Catch-as-catch-can. 1951 beendete er seine Ringerkarriere.
Berber, der seit 1943 in Wien am Mariahilfergürtel ein Restaurant besaß, hatte 1936 seinen ersten Filmauftritt und war ab den frühen 1950er Jahren regelmäßig in deutschsprachigen Filmen zu sehen (Im weißen Rößl, 1952, Peter Voss, der Held des Tages, 1959), in denen er kleinere Rollen übernahm. 1959 trat er im Monumentalfilm Ben Hur in der Rolle des stummen, sanftmütigen Malluch in Erscheinung. Der Darsteller war unter anderem in Lustspielen wie Unsere tollen Tanten in der Südsee (1964; als Medizinmann Wudu-Budu) oder Musikkomödien wie Tausend Takte Übermut (1965; als Hausdiener) zu sehen.
Zwischen 1961 und 1966 trat Berber regelmäßig in zeittypischen Kriminalfilmen wie denen der Edgar-Wallace- und Doktor-Mabuse-Reihe in Nebenrollen auf. Wegen seiner Physiognomie und seines imposanten Körperbaus – er war 196 cm groß und etwa 150 Kilogramm schwer – wurde der Darsteller in diesen Filmen meist in Schurken-Rollen eingesetzt. Er spielte brutale, oft schwachsinnige Charaktere mit massiver körperlicher Präsenz wie zum Beispiel den „Würger vom Tower“ oder den des „blinden Jack“ in Die toten Augen von London. Berbers Figuren sollten Angst und Schrecken verbreiten und wurden gern durch dramatische Licht- und Schatteneffekte in Szene gesetzt. Obwohl er in diesen Filmen immer nur kurz zu sehen war, erlangte Berber durch seine Auftritte einen hohen Bekanntheitsgrad und eine Art Kultstatus.
Ady Berber war verheiratet, hatte drei Kinder und galt privat, ganz im Gegensatz zu seinem Leinwandimage, als freundlicher und umgänglicher Mann. Einen Monat vor seinem 53. Geburtstag starb er in Wien an den Folgen einer Krebserkrankung. Er wurde auf dem Wiener Südwestfriedhof (Gruppe 64, Reihe 26, Nummer 19) beigesetzt.

## Filmografie
- 1936: Burgtheater
- 1939: Ich bin Sebastian Ott
- 1940: Donauschiffer
- 1948: Der Herr Kanzleirat
- 1952: Saison in Salzburg
- 1952: Knall und Fall als Hochstapler
- 1952: Im weißen Rößl
- 1953: Einmal keine Sorgen haben
- 1953: Die Nacht ohne Moral
- 1953: Im Krug zum grünen Kranze (Die 5 Karnickel)
- 1954: Rummelplatz der Liebe
- 1955: Marianne
- 1955: Lola Montez
- 1956: …und wer küßt mich? (Ein Herz und eine Seele)
- 1957: Almenrausch und Edelweiss
- 1959: Tausend Sterne leuchten
- 1959: Ben Hur
- 1959: Peter Voss, der Held des Tages
- 1959: Kein Mann zum Heiraten
- 1960: Gauner-Serenade
- 1960: Das Dorf ohne Moral
- 1961: Die toten Augen von London
- 1961: Geheime Wege (The Secret Ways)
- 1961: Im Stahlnetz des Dr. Mabuse
- 1961: Schlager-Revue 1962
- 1962: Die Tür mit den sieben Schlössern
- 1962: Der Zigeunerbaron
- 1963: Die schwarze Kobra
- 1963: Die Nylonschlinge
- 1963: Das indische Tuch
- 1963: Scotland Yard jagt Dr. Mabuse
- 1963: Im singenden Rössel am Königssee
- 1964: Unsere tollen Tanten in der Südsee
- 1964: Frühstück mit dem Tod
- 1964: Tim Frazer jagt den geheimnisvollen Mister X
- 1965: Hotel der toten Gäste
- 1965: Tausend Takte Übermut
- 1965: Diamantenbillard (Un milliard dans un billard)
- 1966: Der Mörder mit dem Seidenschal
- 1966: Der Würger vom Tower

## Theater
- 1947: Drei Mann auf einem Pferd (Three Men on a Horse), Neues Wiener Schauspielhaus (1923–1949); Wien-Meidling, Wilhelmstraße 64–68; Regie: Theo Lingen